# Caradrina draudti
Caradrina draudti är en fjärilsart som beskrevs av Charles Boursin 1936. Caradrina draudti ingår i släktet Caradrina och familjen nattflyn. Inga underarter finns listade i Catalogue of Life.